# Antisionismo
L'antisionismo è l'atteggiamento di coloro che si oppongono al sionismo, cioè al movimento politico fondato nel 1897 volto alla costituzione di uno Stato nazionale ebraico in parte di quello che fu il Mandato britannico della Palestina e, prima ancora, la Siria ottomana. 
Dal 1897 al 1948, l'antisionismo rappresentò l'opposizione ai tentativi volti alla creazione del futuro Stato ebraico. Fra gli oppositori storici, vi sono alcuni gruppi di ebrei che negano legittimità a uno Stato ebraico costituito nella Terra Promessa prima dell'arrivo del Messia; altri, come i Neturei Karta, ripudiano in toto l'idea stessa di uno Stato ebraico.
Dopo la fondazione dello Stato ebraico di Israele nel 1948, a cui seguì la guerra arabo-israeliana, l'antisionismo si basò sulla difesa della popolazione araba o palestinese, che aveva sofferto durante i conflitti armati. Da allora, gli antisionisti si propongono di difendere i diritti della popolazione palestinese, sia dei profughi fuggiti nel 1947-48 e dispersi per il mondo, principalmente in altri paesi arabi, sia di coloro che rimasero e acquisirono successivamente la cittadinanza israeliana, sia infine di quelli che vivono nei territori occupati da Israele a partire dal 1967.

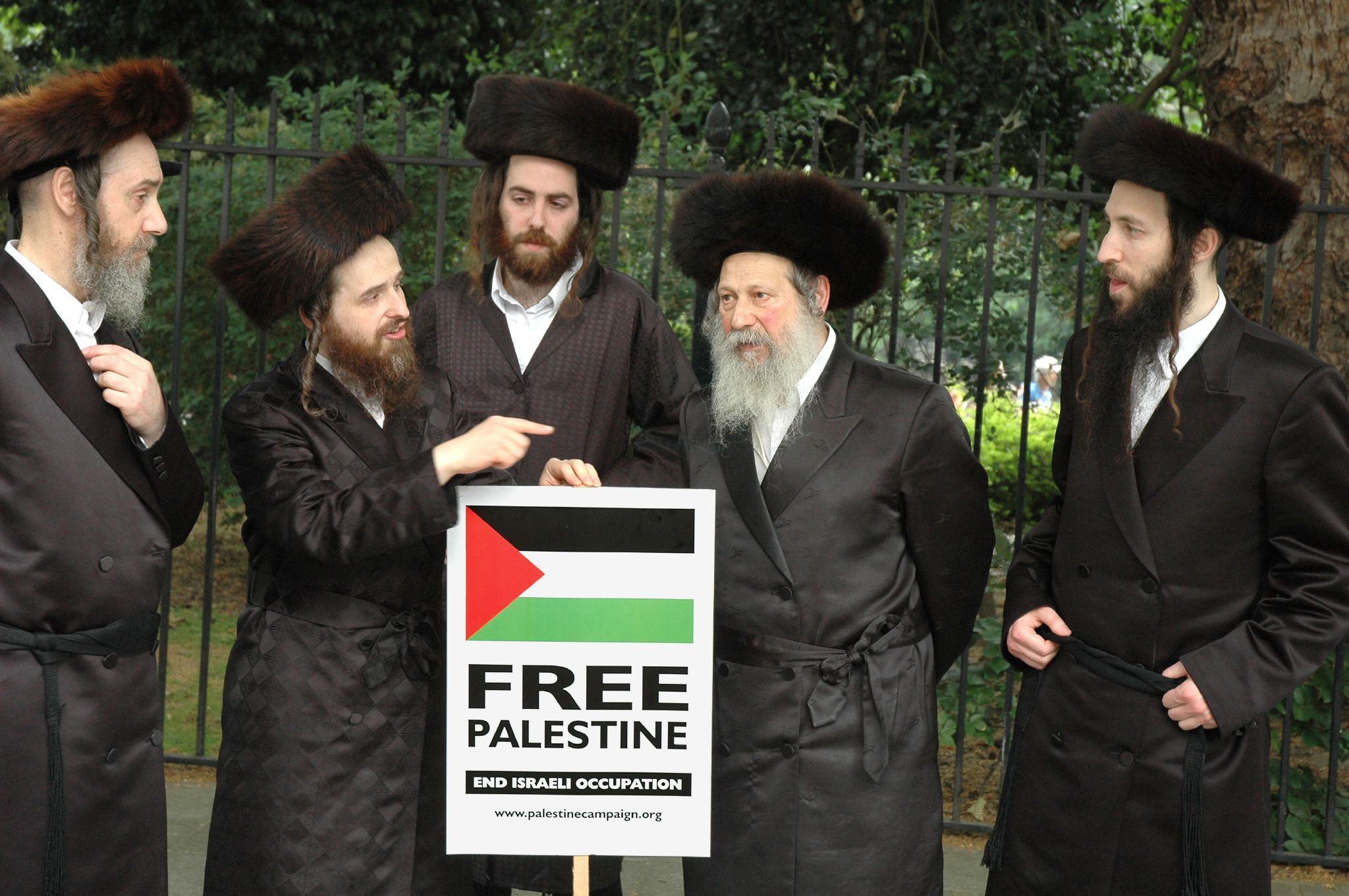
I Neturei Karta protestano contro Israele per la liberazione della Palestina

L'antisionismo è un argomento controverso. Alcune personalità, del mondo ebraico e non, sostengono che l'antisionismo sia una nuova forma velata di antisemitismo, per la quale si è proposto il termine di Neoantisemitismo.

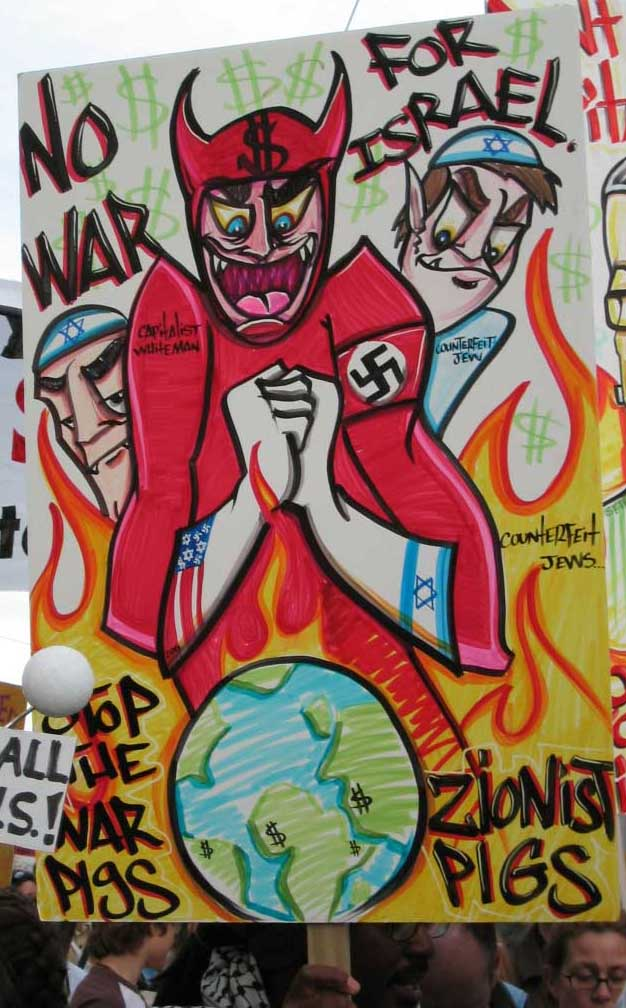
Manifesto antisionista del 2003: due israeliani e un diavolo nazista (dalle braccia rappresentanti le bandiere degli Usa e di Israele), che riescono, col potere dei soldi, a dominare il mondo. L'immagine veicola alcuni temi propagandistici dell'antisemitismo

## Nozioni-chiave

### Aliyah
Il sionismo in un certo senso deriva dal concetto di aliyah, cioè il desiderio di tornare alla Terra Promessa. Tale parola ha descritto anche le migrazioni di alcuni ebrei verso Israele fin dai tempi antichi, ma il concetto, di stampo religioso, è più spesso legato al ritorno del messia. Sostenere l'aliyah non significa automaticamente sostenere il sionismo: alla nascita di questo movimento politico, esso fu avversato dalla grande maggioranza dei correligionari.

### "Eretz Israel" e "Medinat Israel"
Due concetti-chiave sono Eretz Israel o Terra d'Israele, espressione usata nella Bibbia (più nota in italiano come "Terra promessa"), e Medinat Israel, che corrisponde allo Stato di Israele, costruito dai Sionisti. Gli ebrei antisionisti rifiutano l'idea che queste due entità possano coincidere

## Storia

### 1880-1890
Il sionismo fu teorizzato da Theodor Herzl, un ebreo austriaco, fondatore del movimento sionista al congresso di Basilea del 1897, in cui venne eletto presidente. Il sionismo restò un fenomeno limitato all'ebraismo dell'Europa orientale, sviluppandosi in una compagine nazionale eterogenea come si presentava a fine Ottocento l'impero austriaco: cechi, serbi, polacchi galiziani, tedeschi di Boemia avevano i propri rappresentanti nel Parlamento imperiale e potevano appellarsi a una propria nazione e a una propria terra che loro apparteneva, a differenza degli ebrei. Proprio per questa sua peculiarità, parte dello stesso mondo askenazita guardava con indifferenza, se non addirittura con ostilità, l'idea sionista. Rimasero totalmente estranei all'idea gli ebrei dei Paesi arabi.

### 1900-1910
Gli ebrei ortodossi, conservatori, riformati, gli ebrei di Palestina e molti rabbini chassidici si opposero.
Tra gli ebrei ortodossi askenaziti furono mosse al sionismo appunti soprattutto di carattere religioso, sostenendo che il ritorno alla Terra Promessa poteva avvenire solo con l'arrivo del Messia. Fatta eccezione per i pogrom russi, dal punto di vista sociale l'ebraismo stava vivendo un periodo di relativa tranquillità. 
Si opposero al sionismo, in quanto espressione di nazionalismo, Lev Trotsky e Rosa Luxemburg. In Russia, la maggioranza degli ebrei si ritrovava in organizzazioni socialiste non sioniste. La più significativa era il Bund, movimento antisionista nato nel 1897 per promuovere nella diaspora un'autonomia culturale fondata sulla lingua e la cultura yiddish.

### Anni 1920-1930
Fautori di una cooperazione arabo-ebraica, e quindi di una concezione funzionale al sionismo, furono negli anni '20 il gruppo B'rit Shalom (Patto di pace) e negli anni quaranta il gruppo Ihud, di cui fece parte Martin Buber; entrambi erano stati fondati da Jehuda Magnes, cofondatore e presidente dell'Università Ebraica. La forte immigrazione ebraica in Palestina sotto il mandato britannico (tra il 1920 e il 1945, immigrarono in zona 367'845 ebrei e solo 33'304 non-ebrei), a seguito della dichiarazione di Balfour, prima in via ufficiale e dopo il Libro Bianco del 1939 in maniera clandestina, portò la percentuale di popolazione ebraica del paese a passare dall'11% circa del censimento del 1922 (83'790 unità su un totale di 752'048) al 33% circa rilevato dall'UNSCOP nel 1947 (608'000 su un totale di 1'845'000).
La situazione creò un crescendo di tensione tra la popolazione preesistente e i coloni, che sfociò sovente in periodi più o meno prolungati di scontri (tra cui la rivolta araba del triennio 1936-39, che fu tra le cause dell'emanazione del Libro Bianco) e, a partire dagli anni trenta, ad azioni terroristiche dei gruppi sionisti più estremi come l'Irgun Zvai Leumi e il Lohamei Herut Israel, rivolte di volta in volta contro i britannici, la popolazione araba e gli ebrei accusati di collaborare con la potenza mandataria.

### Anni 1940-1950
A seguito dell'Olocausto tra l'opinione pubblica occidentale iniziò ad essere vista con favore la creazione di uno stato ebraico. La naturale conseguenza fu l'abbandono di quanto previsto nel 1939 dal Libro Bianco britannico (nascita di un unico stato ad etnia mista nel 1949) e l'approvazione della Risoluzione 181 che prevedeva la divisione del territorio in due stati. Per i primi vent'anni successivi prevalse nel mondo - fatta eccezione per i paesi arabi - una visione sostanzialmente favorevole allo Stato di Israele.
Anche in Occidente, tuttavia, vi furono voci critiche nei confronti del sionismo, soprattutto per quello che riguarda le sue componenti più estremiste. Nel 1948 diversi intellettuali ebrei residenti negli Stati Uniti (tra cui Hannah Arendt ed Albert Einstein) scrissero una lettera al New York Times in cui veniva fortemente criticata la visita negli Stati Uniti di Menachem Begin, alla ricerca di fondi e di contatti con il movimento sionista statunitense, definendo i metodi e l'ideologia del suo partito "Tnuat Haherut" (formato dopo lo scioglimento ufficiale dell'Irgun) come ispirati a quelli dei partiti nazisti e fascisti. 

### Anni 1960-1970
Nel 1967, a seguito della guerra dei sei giorni, il giornalista ebreo statunitense Isidor Stone ha scritto:
(I. F. Stone. For a new approach to the Israeli-Arab Conflict. The New York Review of Books, August 3, 1967)
L'opposizione politica allo stato di Israele cominciò a farsi sentire dopo la guerra del 1967 e la conquista dei Territori Palestinesi, e si accentuò nel corso della prima guerra del Libano, con il massacro maronita di Sabra e Shatila. Le valutazioni storiche sulla nascita dello stato ebraico, e sulle azioni del medesimo, cambiarono con la comparsa delle opere dei nuovi storici israeliani cosiddetti post-sionisti - da Avi Shlaim, a Tom Segev da Benny Morris a Ilan Pappé, vale a dire dalla fine degli anni ottanta. Ilan Pappé, ad esempio, ha sostenuto che durante la cosiddetta Nakba nel 1947-48 le autorità ebraiche agli ordini di David Ben Gurion praticarono una vera e propria pulizia etnica sistematicamente pianificata che portò all'espulsione di circa ottocentomila profughi palestinesi. 
Benny Morris, partito anch'egli dal mettere in luce i fatti del 1948 e degli anni successivi, cambiò radicalmente posizione politica, sostenendo che la pulizia etnica nei confronti dei palestinesi avrebbe dovuto essere ancora più dura; tutto questo, però, senza cambiare una riga dei suoi scritti precedenti, a dimostrazione che considera tuttora di aver riportato comunque il vero.

Manifestazione pro-Palestina a Cincinnati nel 1970: lo stato di Israele viene accusato di attuare politiche naziste, foto di Tom Hubbard

### Anni 1980-1990
L'opposizione è cresciuta ulteriormente a partire dall'inizio della seconda intifada, anche a causa del maggior accesso ai mezzi di comunicazione degli oppositori al sionismo grazie all'accesso ai nuovi media.
Fra gli oppositori per motivi religiosi si ricordano i Neturei Karta (נטורי קרתא, in aramaico "Guardiani della città") che rifiutano di riconoscere l'autorità e la stessa esistenza dello Stato di Israele, accusandolo di essersi dotato di una facciata religiosa (con l'uso di nomi religiosi per i partiti politici, la presenza di rabbini negli stessi, etc.) e di alterare i commentari alla Torah secondo le esigenze sioniste. L'opposizione politica allo stato di Israele in quanto stato degli ebrei, è diretta a trasformare quest'ultimo, con o senza i Territori occupati, in uno stato realmente appartenente a tutti coloro che attualmente vi abitano, siano essi ebrei o non ebrei, che ammontano al 20% dei cittadini israeliani, principalmente cittadini arabi di Israele.

### Anni 2000-2010

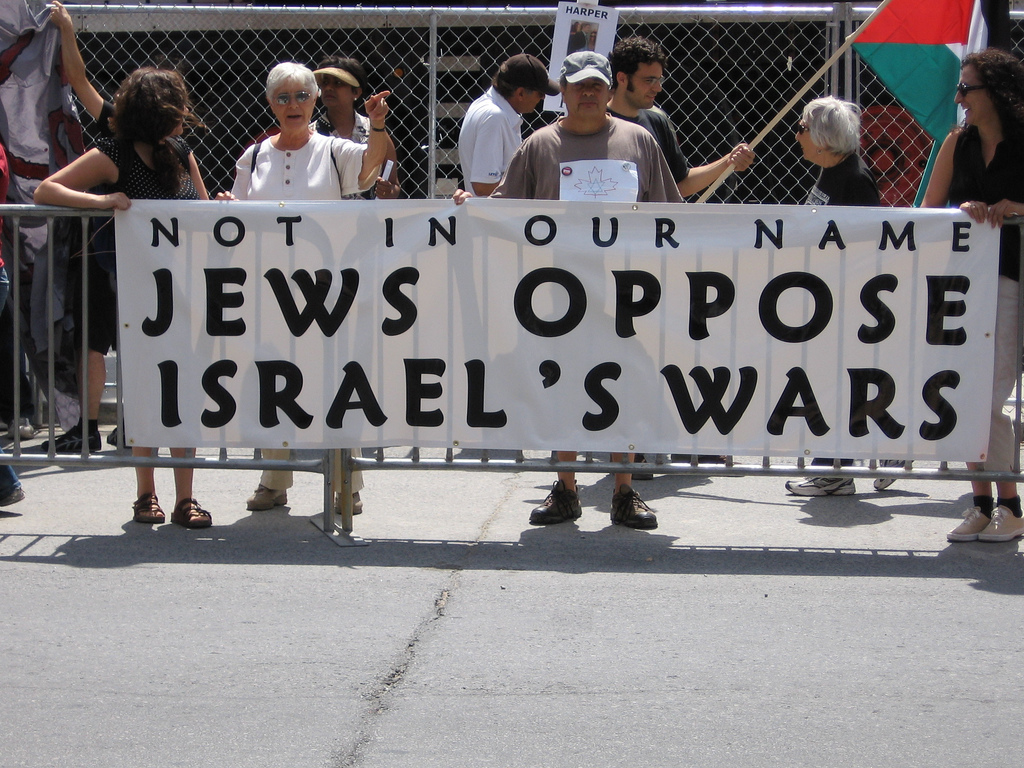
Ebrei canadesi protestano contro Israele e l'occupazione dei territori arabi nel 2006

Alcuni auspicano un unico stato multietnico e multiconfessionale che riunisca in sé il territorio attualmente israeliano oltre ai Territori occupati. Fuori dal mondo ebraico, questa tendenza è sostenuta ad esempio da Virginia Tilley, autrice di "The One-State Solution". Fra gli ebrei 'diasporici' sono da ricordare gli storici Tony Judt, il politologo statunitense Bertell Ollman, il militante di sinistra Tony Greenstein ed il giornalista (di stanza a Tel Aviv) Arthur Neslen; degli israeliani, lo stesso Ilan Pappé, lo scrittore Uri Davis, l'attivista Michel Warschawski, condirettore israeliano (insieme al medico palestinese Majed Nassar) dell'Alternative Information Center (AIC), gruppo in cui israeliani e palestinesi cooperano al medesimo livello, e l'antropologo Jeff Halper, presidente dell'Israeli Center Against House Demolitions (ICAHD).

#### Il movimentoalt-right
In questo ventennio, negli Stati Uniti prima e poi in varie parti del mondo prende forma il movimento internazionale di estrema destra alternative right "destra alternativa" più noto come alt-right. 
Si tratta di un movimento nazionalista e suprematista, che si oppone all'immigrazione e alla società multietnica e multirazziale.
Generalmente gli esponenti alt-right presentano contenuti antisemiti di separatismo razziale con gli Ebrei, antisionisti e negazionisti dell'Olocausto.

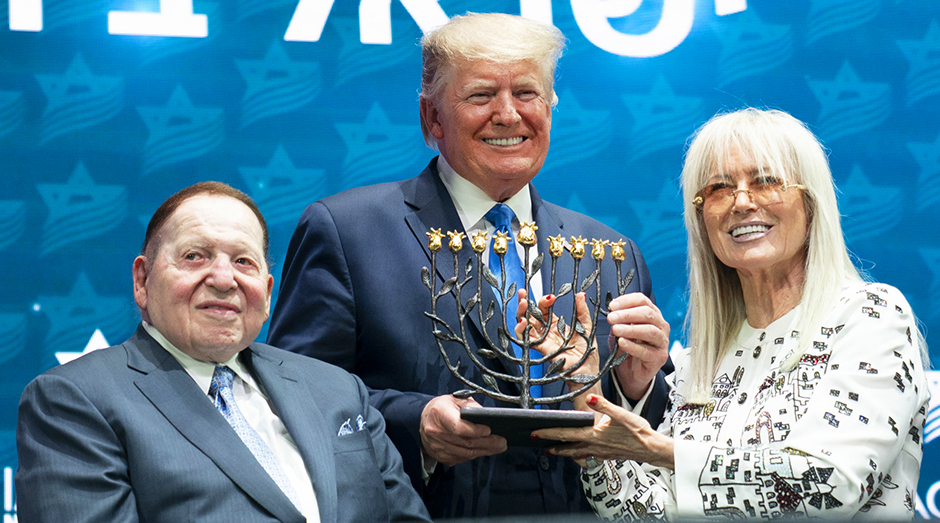
Sheldon Adelson e la moglie Miriam con Donald Trump nel 2019. Il movimento alt-right vicino a Donald Trump è sionista

Tuttavia, all'interno del movimento pro-Trump MAGA esponenti come Steve Bannon sono ultra-sionisti che tengono relazioni con Sheldon Adelson, spesso in funzione anti-islamica.
In Medio-Oriente, il movimento alt-right marocchino Moorish non ha contenuti islamofobi e considera il giudaismo una religione autoctona del Marocco, e non presenta contenuti antisemiti o antisionisti.

## Antisionismo e antisemitismo
In anni recenti, molti commentatori hanno sostenuto che alcune manifestazioni antisioniste coprano in realtà sentimenti antisemiti, collegati talvolta a qualche eccesso violento a in difesa dei palestinesi. A tal proposito è stato coniato il termine di nuovo antisemitismo, cioè di una forma di razzismo antiebraico che si serve di argomentazioni antisioniste.

### Dibattito sulle due nozioni
Scrivendo nel 1973 sul Congress Bi-Weekly dell'American Jewish Congress, il ministro degli Esteri israeliano Abba Eban identificò l'antisionismo come "il nuovo antisemitismo":
Abbiamo assistito all'ascesa della nuova sinistra che identifica Israele con l'establishment, con l'acquisizione, con il compiacimento, con, di fatto, tutti i nemici fondamentali... Non ci si può sbagliare: la nuova sinistra è l'autrice e la progenitrice del nuovo antisemitismo. Uno dei compiti principali di qualsiasi dialogo con il mondo gentile è dimostrare che la distinzione tra antisemitismo e antisionismo non è affatto una distinzione. L'antisionismo è solo il nuovo antisemitismo. Il vecchio antisemitismo classico dichiarava che gli stessi diritti appartengono a tutti gli individui della società, tranne che agli ebrei. Il nuovo antisemitismo afferma che il diritto di stabilire e mantenere uno Stato nazionale sovrano indipendente è prerogativa di tutte le nazioni, a patto che non siano ebree. E quando questo diritto viene esercitato non dalle Isole Maldive, non dallo Stato del Gabon, non dalle Barbados... ma dalla più antica e autentica di tutte le nazioni, allora si dice che questo è esclusivismo, particolarismo e una fuga del popolo ebraico dalla sua missione universale.
Nel 1974, Arnold Forster e Benjamin Epstein della Anti-Defamation League pubblicarono il libro Il nuovo antisemitismo. Essi esprimevano preoccupazione per quelle che descrivevano come nuove manifestazioni di antisemitismo provenienti da figure della sinistra radicale, della destra radicale e filo-arabe negli Stati Uniti. Forster e Epstein sostengono che si tratta di indifferenza nei confronti delle paure del popolo ebraico, di apatia nei confronti dei pregiudizi anti-ebraici e di incapacità di comprendere l'importanza di Israele per la sopravvivenza degli ebrei.

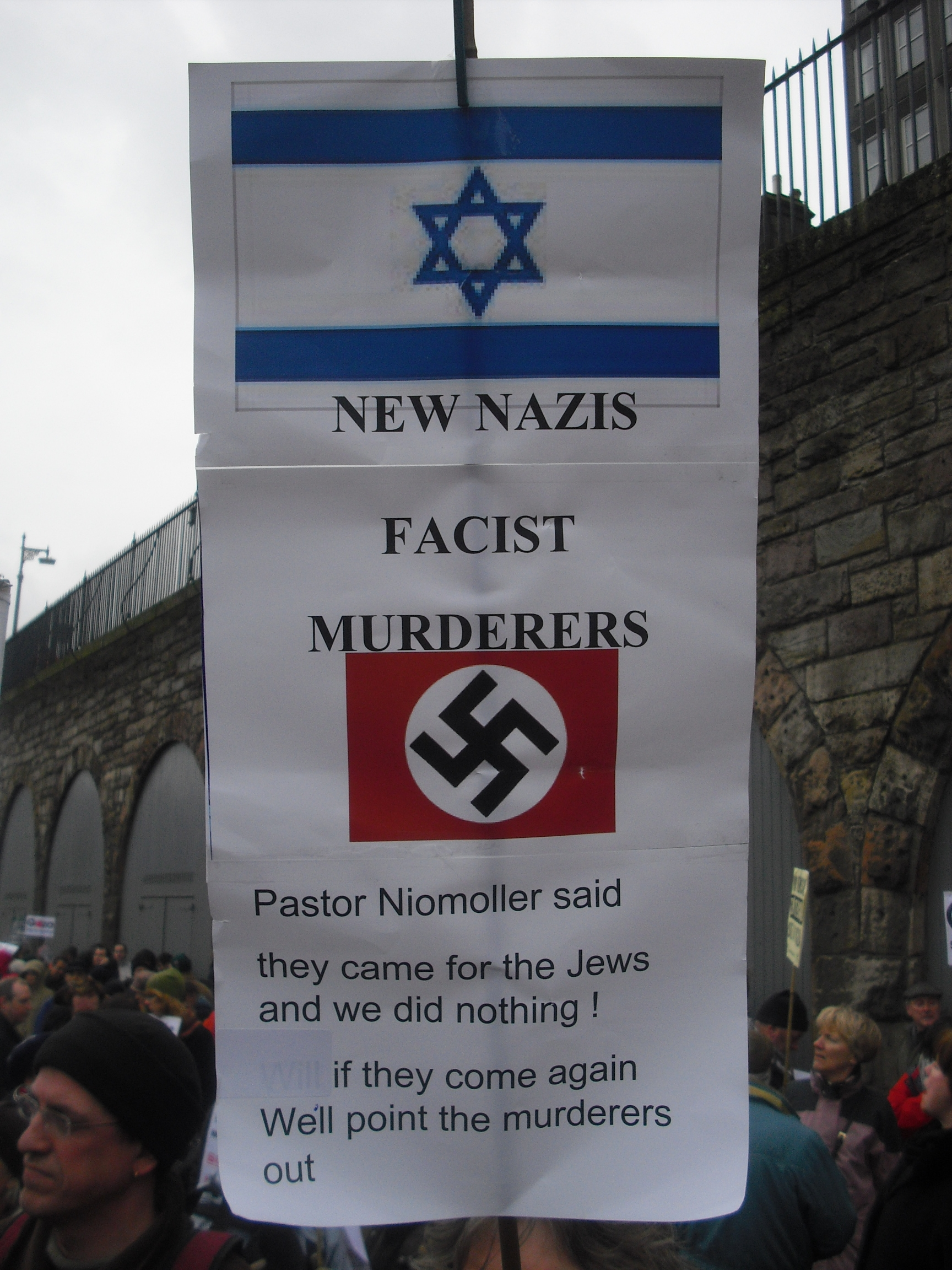
Un cartello esposto durante una protesta a Edimburgo, in Scozia, il 10 gennaio 2009

Recensendo il lavoro di Forster ed Epstein sulla rivista Commentary, Earl Raab, direttore del Nathan Perlmutter Institute for Jewish Advocacy della Brandeis University, ha sostenuto che un nuovo antisemitismo stava effettivamente emergendo in America negli anni 1970, sotto forma di opposizione ai diritti collettivi del popolo ebraico, ma ha criticato Forster ed Epstein per averlo confuso con i pregiudizi anti-Israele.
Negli anni 1980, Allan Brownfeld ha criticato il lavoro di Forster ed Epstein: nel Journal of Palestine Studies ha scritto che la nuova definizione di antisemitismo di Forster e Epstein banalizza il concetto, trasformandolo in "una forma di ricatto politico" e "un'arma con cui mettere a tacere qualsiasi critica a Israele o alla politica statunitense in Medio Oriente",
Negli anni 1990, Edward S. Shapiro, in "A Time for Healing: American Jewry Since World War II", ha scritto che "Forster e Epstein insinuavano che il nuovo antisemitismo fosse l'incapacità dei gentili di amare abbastanza gli ebrei e Israele".
Negli anni 2000, Brian Klug sostiene che il neoantisemitismo è "un mito" che confonde l'antisionismo con l'antisemitismo, banalizza il significato di antisemitismo e anzi lo sfrutta per mettere a tacere i dibattiti, trattando da "demonizzanti" le legittime critiche a Israele.

### Dibattito sull'uso della definizione dell'IHRA
Nel 2025, l'amministrazione americana, che ha adottato la definizione di antisemitismo dell'International Holocaust Remembrance Alliance, ha citato questa definizione nei suoi ordini esecutivi, quando Donald Trump ha tagliato i fondi delle università americane che non hanno sanzionato le manifestazioni contro la politica di Israele. Secondo questa interpretazione, contestare il sionismo equivale a essere antisemita, e a mettere in pericolo gli studenti americani di religione ebraica. 
Fra le critiche a questa scelta dell'amministrazione Trump vi è quella di Kenneth Stern, direttore del Centro di studi sull'odio (''Center for the Study of Hate'') al Bard College e principale redattore della definizione di antisemitismo dell'International Holocaust Remembrance Alliance. Secondo Stern, questa scelta dell'amministrazione americana di "usare come arma" (weaponizing) la definizione di antisemitismo non fa sentire gli studenti americani ebrei più sicuri bensì meno sicuri, e li sta spingendo ad abbandonare il movimento sionista.